# Xie Yi
Xie Yi (nacida el 23 de julio de 1967) es una química china. Es miembro de la Academia China de Ciencias y miembro de la Royal Society of Chemistry. También es profesora y supervisora de doctorado en la Universidad de Ciencia y Tecnología de China. Ganó los Premios L'Oréal-UNESCO para Mujeres en la Ciencia en marzo de 2015.

## Biografía
Xie nació en Fuyang, Anhui el 23 de julio de 1967; su hogar ancestral está en Anqing, Anhui. Ingresó en la Universidad Xiamen en septiembre de 1984, donde se especializó en química en el Departamento de Química, graduándose en julio de 1988.

## Carrera
Después de la universidad, fue asignada a una planta química en Hefei como ingeniera asistente. En septiembre de 1992, fue aceptada en la Universidad de Ciencia y Tecnología de China, estudió química en Qian Yitai, y obtuvo su doctorado en mayo de 1996.  Posteriormente impartió clases allí.  Desde septiembre de 1997 hasta julio de 1998, realizó trabajos posdoctorales en la Universidad de Stony Brook. 
Se convirtió en profesora en la Universidad de Ciencia y Tecnología de China desde noviembre de 1998 y en supervisora de doctorado desde abril de 1999. 
En agosto de 2013, fue elegida miembro de la Royal Society of Chemistry. 
El 19 de diciembre de 2013, fue elegida miembro de la Academia China de Ciencias.
En 2014, recibió el Premio TWAS y, el 3 de marzo de 2015, ganó el Premio L'Oréal-UNESCO Awards for Women in Science en la 17.ª edición anual de los premios.